# Episodi di Koala Man
La prima stagione della serie animata Koala Man, composta da 8 episodi, è stata pubblicata negli Stati Uniti, da Hulu, dal 9 gennaio 2023.
In Italia la stagione è stata interamente pubblicata il 9 gennaio 2023 su Disney+.
| nº | Titolo originale    | Titolo italiano             | Pubblicazione USA | Pubblicazione Italia |
| -- | ------------------- | --------------------------- | ----------------- | -------------------- |
| 1  | Bin Day             | Il giorno del bidone        | 9 gennaio 2023    | 9 gennaio 2023       |
| 2  | Deep Pockets        | Tasche profonde             | 9 gennaio 2023    | 9 gennaio 2023       |
| 3  | The Red Hot Rule    | La regola incandescente     | 9 gennaio 2023    | 9 gennaio 2023       |
| 4  | The Great One       | Il magnifico                | 9 gennaio 2023    | 9 gennaio 2023       |
| 5  | Ode to A Koala Bear | Ode a un koala              | 9 gennaio 2023    | 9 gennaio 2023       |
| 6  | The Handies         | I pratici                   | 9 gennaio 2023    | 9 gennaio 2023       |
| 7  | Emu War II          | La seconda guerra degli emù | 9 gennaio 2023    | 9 gennaio 2023       |
| 8  | Hot Christmas       | Caldo Natale                | 9 gennaio 2023    | 9 gennaio 2023       |

## Il giorno del bidone
- Titolo originale: Bin Day
- Diretto da: Roberto Fino
- Scritto da: Michael Cusack

### Trama
Kevin Williams, un residente della cittadina di Dapto, decide di andare in missione sotto le spoglie del supereroe Koala Man. Nonostante le sue buone intenzioni, non piace a nessuno e tutti lo considerano un fastidio. Ispirato dal suo capo Big Greg, Kevin decide di scrivere un tema musicale per se stesso, tuttavia dopo aver dimenticato di portare fuori i bidoni, fa dimenticare all'intero quartiere di buttare la spazzatura. Per questo motivo, la sua casa viene riempita di immondizia. Nel frattempo, la moglie di Kevin, Vicky, diventa ossessionata dall'idea di sistemare casa, compresa la spazzatura all'interno, mentre sua figlia Alison cerca di fare una foto sensuale per diventare popolare. La spazzatura viene divorata da un essere chiamato Tall Poppy che sfugge alla sua fossa e procede a mangiare tutta la spazzatura a Dapto, comprese le persone. Kevin combatte Tall Poppy con l'aiuto di Vicky e del loro figlio Liam e salva i Daptoniani. Tutti stanno per ucciderlo, tuttavia Kevin si immedesima in Tall Poppy e lo mandano via a Hollywood. Kevin e Vicky hanno finalmente un appuntamento e viene rivelato che Kevin in realtà aveva portato fuori i bidoni, tuttavia un cattivo di nome Kookaburra li ha rimessi a posto per vendetta.